# Ankasandra, Gubbi
Ankasandra là một làng thuộc tehsil Gubbi, huyện Tumkur, bang Karnataka, Ấn Độ.